# Стенли (окръг)
Вижте пояснителната страница за други значения на Стенли.
Окръг Стенли (на английски: Stanley County) е окръг в щата Южна Дакота, Съединени американски щати. Площта му е 3929 km², а населението - 3011 души (2017). Административен център е град Форт Пиер.